# Vemmenhögs, Ljunits och Herrestads domsagas valkrets
Vemmenhögs, Ljunits och Herrestads domsagas valkrets var i riksdagsvalen till andra kammaren 1890–1908 en egen valkrets med ett mandat. Valkretsen, vars gränser motsvarade Vemmenhögs, Ljunits och Herrestads domsaga, avskaffades vid införandet av proportionellt valsystem i valet 1911, då området gick upp i Malmöhus läns södra valkrets.

## Riksdagsman
- Hans Andersson, gamla lmp 1891–1894, lmp 1895–1905, nfr 1906–1911 (1891–1911)

## Valresultat

### 1896
| Andrakammarvalet i Sverige 1896: Vemmenhögs, Ljunits och Herrestads domsagas valkrets | Andrakammarvalet i Sverige 1896: Vemmenhögs, Ljunits och Herrestads domsagas valkrets | Andrakammarvalet i Sverige 1896: Vemmenhögs, Ljunits och Herrestads domsagas valkrets | Andrakammarvalet i Sverige 1896: Vemmenhögs, Ljunits och Herrestads domsagas valkrets | Andrakammarvalet i Sverige 1896: Vemmenhögs, Ljunits och Herrestads domsagas valkrets |
| Kandidat                                                                              | Kandidat                                                                              | Röster                                                                                | Röster                                                                                | Röster                                                                                |
| Kandidat                                                                              | Kandidat                                                                              | Antal                                                                                 | %                                                                                     | +− %                                                                                  |
| ------------------------------------------------------------------------------------- | ------------------------------------------------------------------------------------- | ------------------------------------------------------------------------------------- | ------------------------------------------------------------------------------------- | ------------------------------------------------------------------------------------- |
|                                                                                       | Hans Andersson                                                                        | 393                                                                                   | 91,6                                                                                  |                                                                                       |
|                                                                                       | Närmaste kandidat                                                                     | 18                                                                                    | 4,2                                                                                   |                                                                                       |
|                                                                                       | Övriga kandidater                                                                     | 18                                                                                    | 4,2                                                                                   |                                                                                       |
| Antal giltiga röster                                                                  | Antal giltiga röster                                                                  | 429                                                                                   |                                                                                       |                                                                                       |
| Kasserade röster                                                                      | Kasserade röster                                                                      | 9                                                                                     |                                                                                       |                                                                                       |
| Totalt                                                                                | Totalt                                                                                | 438                                                                                   |                                                                                       |                                                                                       |

- Valdeltagandet var 14,9%.

### 1899
| Andrakammarvalet i Sverige 1899: Vemmenhögs, Ljunits och Herrestads domsagas valkrets | Andrakammarvalet i Sverige 1899: Vemmenhögs, Ljunits och Herrestads domsagas valkrets | Andrakammarvalet i Sverige 1899: Vemmenhögs, Ljunits och Herrestads domsagas valkrets | Andrakammarvalet i Sverige 1899: Vemmenhögs, Ljunits och Herrestads domsagas valkrets | Andrakammarvalet i Sverige 1899: Vemmenhögs, Ljunits och Herrestads domsagas valkrets |
| Kandidat                                                                              | Kandidat                                                                              | Röster                                                                                | Röster                                                                                | Röster                                                                                |
| Kandidat                                                                              | Kandidat                                                                              | Antal                                                                                 | %                                                                                     | +− %                                                                                  |
| ------------------------------------------------------------------------------------- | ------------------------------------------------------------------------------------- | ------------------------------------------------------------------------------------- | ------------------------------------------------------------------------------------- | ------------------------------------------------------------------------------------- |
|                                                                                       | Hans Andersson                                                                        | 400                                                                                   | 89,9                                                                                  | ▼1,7                                                                                  |
|                                                                                       | Närmaste kandidat                                                                     | 42                                                                                    | 9,4                                                                                   |                                                                                       |
|                                                                                       | Övriga kandidater                                                                     | 3                                                                                     | 0,7                                                                                   |                                                                                       |
| Antal giltiga röster                                                                  | Antal giltiga röster                                                                  | 445                                                                                   |                                                                                       |                                                                                       |
| Kasserade röster                                                                      | Kasserade röster                                                                      | 1                                                                                     |                                                                                       |                                                                                       |
| Totalt                                                                                | Totalt                                                                                | 446                                                                                   |                                                                                       |                                                                                       |

Valet ägde rum den 19 augusti 1899. Valdeltagandet var 15,1%.

### 1902
| Andrakammarvalet i Sverige 1902: Vemmenhögs, Ljunits och Herrestads domsagas valkrets | Andrakammarvalet i Sverige 1902: Vemmenhögs, Ljunits och Herrestads domsagas valkrets | Andrakammarvalet i Sverige 1902: Vemmenhögs, Ljunits och Herrestads domsagas valkrets | Andrakammarvalet i Sverige 1902: Vemmenhögs, Ljunits och Herrestads domsagas valkrets | Andrakammarvalet i Sverige 1902: Vemmenhögs, Ljunits och Herrestads domsagas valkrets |
| Kandidat                                                                              | Kandidat                                                                              | Röster                                                                                | Röster                                                                                | Röster                                                                                |
| Kandidat                                                                              | Kandidat                                                                              | Antal                                                                                 | %                                                                                     | +− %                                                                                  |
| ------------------------------------------------------------------------------------- | ------------------------------------------------------------------------------------- | ------------------------------------------------------------------------------------- | ------------------------------------------------------------------------------------- | ------------------------------------------------------------------------------------- |
|                                                                                       | Hans Andersson                                                                        | 562                                                                                   | 89,8                                                                                  | ▼0,1                                                                                  |
|                                                                                       | Närmaste kandidat                                                                     | 58                                                                                    | 9,3                                                                                   |                                                                                       |
|                                                                                       | Övriga kandidater                                                                     | 6                                                                                     | 0,9                                                                                   |                                                                                       |
| Antal giltiga röster                                                                  | Antal giltiga röster                                                                  | 626                                                                                   |                                                                                       |                                                                                       |
| Kasserade röster                                                                      | Kasserade röster                                                                      | 197                                                                                   |                                                                                       |                                                                                       |
| Totalt                                                                                | Totalt                                                                                | 823                                                                                   |                                                                                       |                                                                                       |

Valet ägde rum den 6 september 1902. Valdeltagandet var 27,1%.

### 1905
| Andrakammarvalet i Sverige 1905: Vemmenhögs, Ljunits och Herrestads domsagas valkrets | Andrakammarvalet i Sverige 1905: Vemmenhögs, Ljunits och Herrestads domsagas valkrets | Andrakammarvalet i Sverige 1905: Vemmenhögs, Ljunits och Herrestads domsagas valkrets | Andrakammarvalet i Sverige 1905: Vemmenhögs, Ljunits och Herrestads domsagas valkrets | Andrakammarvalet i Sverige 1905: Vemmenhögs, Ljunits och Herrestads domsagas valkrets |
| Kandidat                                                                              | Kandidat                                                                              | Röster                                                                                | Röster                                                                                | Röster                                                                                |
| Kandidat                                                                              | Kandidat                                                                              | Antal                                                                                 | %                                                                                     | +− %                                                                                  |
| ------------------------------------------------------------------------------------- | ------------------------------------------------------------------------------------- | ------------------------------------------------------------------------------------- | ------------------------------------------------------------------------------------- | ------------------------------------------------------------------------------------- |
|                                                                                       | Hans Andersson                                                                        | 671                                                                                   | 82,3                                                                                  | ▼7,5                                                                                  |
|                                                                                       | Nils Larsson i Stora Herrestad                                                        | 137                                                                                   | 16,8                                                                                  |                                                                                       |
|                                                                                       | Övriga kandidater                                                                     | 7                                                                                     | 0,9                                                                                   |                                                                                       |
| Antal giltiga röster                                                                  | Antal giltiga röster                                                                  | 815                                                                                   |                                                                                       |                                                                                       |
| Kasserade röster                                                                      | Kasserade röster                                                                      | 1                                                                                     |                                                                                       |                                                                                       |
| Totalt                                                                                | Totalt                                                                                | 816                                                                                   |                                                                                       |                                                                                       |

Valet ägde rum den 2 september 1905. Valdeltagandet var 24,9%.

### 1908
| Andrakammarvalet i Sverige 1908: Vemmenhögs, Ljunits och Herrestads domsagas valkrets | Andrakammarvalet i Sverige 1908: Vemmenhögs, Ljunits och Herrestads domsagas valkrets | Andrakammarvalet i Sverige 1908: Vemmenhögs, Ljunits och Herrestads domsagas valkrets | Andrakammarvalet i Sverige 1908: Vemmenhögs, Ljunits och Herrestads domsagas valkrets | Andrakammarvalet i Sverige 1908: Vemmenhögs, Ljunits och Herrestads domsagas valkrets |
| Kandidat                                                                              | Kandidat                                                                              | Röster                                                                                | Röster                                                                                | Röster                                                                                |
| Kandidat                                                                              | Kandidat                                                                              | Antal                                                                                 | %                                                                                     | +− %                                                                                  |
| ------------------------------------------------------------------------------------- | ------------------------------------------------------------------------------------- | ------------------------------------------------------------------------------------- | ------------------------------------------------------------------------------------- | ------------------------------------------------------------------------------------- |
|                                                                                       | Hans Andersson                                                                        | 1 191                                                                                 | 49,7                                                                                  | ▼32,6                                                                                 |
|                                                                                       | Nils Larsson (vänster)                                                                | 876                                                                                   | 36,5                                                                                  | ▲19,7                                                                                 |
|                                                                                       | Truls Mårtensson (liberal)                                                            | 330                                                                                   | 13,8                                                                                  |                                                                                       |
|                                                                                       | Övriga kandidater                                                                     | 1                                                                                     | 0,0                                                                                   |                                                                                       |
| Antal giltiga röster                                                                  | Antal giltiga röster                                                                  | 2 398                                                                                 |                                                                                       |                                                                                       |
| Kasserade röster                                                                      | Kasserade röster                                                                      | 9                                                                                     |                                                                                       |                                                                                       |
| Totalt                                                                                | Totalt                                                                                | 2 407                                                                                 |                                                                                       |                                                                                       |

Valet ägde rum den 14 september 1908. Valdeltagandet var 69,7%.